# 対魔忍アサギ2
『対魔忍アサギ2 淫謀の東京キングダム』（たいまにんアサギツー いんぼうのとうきょうキングダム、TAIMANIN ASAGI SECOND）は、対魔忍シリーズの通算4作目である。1作目『対魔忍アサギ』から1年後の世界を舞台に、人工魔族・沙耶や、朧クローンとの対決を描いている。
アサギとさくらの表情・対魔忍スーツなどの基本設定は『アサギ』含『カオス・アリーナ編』から変更されていないため、当作より過去の話である『対魔忍ムラサキ』『[サマーデイズ』と、当作直後および5年後の話である『the Nightmare（後半）』『対魔忍ユキカゼ』での設定での姿と異なっている。
2011年11月25日には、シナリオや演出を強化した『対魔忍アサギ2 淫謀の東京キングダム 完全版』が発売され、同日発売された『対魔忍アサギ　PREMIUM BOX』にも収録されている。

## あらすじ
婚約者である恭介の死から1年後、井河アサギとさくらの姉妹は、潜入捜査中に行方不明となった3人の対魔忍を探すため、娼婦に扮して人工島・東京キングダムを訪れていた。そこで2人は、沙耶という少女と出会う。
沙耶の正体は、龍門がくノ一の少女と魔族を融合する形で作り上げた人工魔族だった。その背後には、かつてアサギが倒したはずの宿敵・朧の姿があり、しかも彼女は龍門のトップになっていた。エドウィン・ブラックと交戦し手傷を負わせたこともある沙耶は、さくらとアサギを負かしてアジトのラボに連れ去り、触手を使ってさくらを調教・凌辱する。そのとき、アサギが魔の力に覚醒し、沙耶を殺害する。最期の瞬間には生前の健常だったころを想起させるような少女の心に戻っており、さくらは殺せという命令だったが嫌で手加減したこと、そして本当にしたかったことを「しまの、むこうで、あそんでみたかったな……」とアサギに伝え、アサギの方も責めることはせずに心優しく看取った。一方、朧の元にはもう一人の朧が現れる。実は龍門のトップにいたのは朧のクローンであり、本物の朧は吸血鬼となって復活していた。そして、吸血鬼の朧は、自分のクローンを自らの手で始末した。

## 登場人物
声は特記がない限り、原作/OVA版の順番に記載する。
井河 アサギ（いがわ アサギ）
声 - 中瀬ひな（現なかせひな）/なごみさくら
本作の主人公。東京キングダムに潜入していた前任の対魔忍たちが音信不通となったため、安否を確かめるために妹のさくらと共に娼婦を装い調査していたところ、沙耶の襲撃を受けて囚われる。現れた朧クローンによって壮絶な肉体調教を受けてしまうが、その最中に眠っていた魔の力がもう1人の自分のように語りかけてくるようになり、葛藤を抱えながらも自分の意志で、魔の力を覚醒させる力を得る。
朧（おぼろ）
声 - 児玉さとみ
アサギの宿敵の一人。エドウィン・ブラックの力で吸血鬼化する形で復活を果たした。アサギに深手を負わされ逃れてきた、自分のクローンを自らの手で始末した。
井河 さくら（いがわ さくら）
声-逢川奈々/桜城京佳
アサギの妹で、正式な対魔忍となる。
エドウィン・ブラック (Edwin Black)
アサギの宿敵の一人で、犯罪組織・ノマドの首魁でもある吸血鬼。沙耶との交戦で負傷した一時期は身を休めつつ、九郎の身体に乗り移って操りアサギたちや龍門の動きを密かに監視していた。
八津 九郎（やつ くろう）
アサギの右腕を務める対魔忍。かつてはレンジャー部隊に所属していたが任務で両目を失い除隊。その失明がキッカケで忍の力に目覚め、以後は対魔忍となる。
得物はサバイバルナイフと短機関銃で、体質として驚異的な再生能力を有している。『ムラサキ』のヒロイン・八津 紫の兄であり、同作では別任務中ということで直接の登場はなく、次ぐ『サマーデイズ』では通信のみの登場であり、本格的な登場は本作が初めてである。
山本 信繁（やまもと のぶしげ）
アサギの上司。内務省公共安全庁、調査第三部＜セクションスリー＞の部長であり、政府と対魔忍を繋ぐ事務方のトップ。
沙耶（さや）
声 -川瀬ゆづき/こたつみやこ
娼婦姿のアサギとさくらの前に現れた少女。その正体は、人間と魔族を融合する形で、龍門が作り上げた人工魔族である。無邪気に殺人を楽しむ性格をしており、クモのような姿の怪物に変化する能力を持つ。素体となった人物は、魔と融合させやすくするために朧クローンによって凌辱され、精神崩壊によって自殺した元くノ一の少女である。
朧クローン
声 -児玉さとみ/原田ウメ
龍門のトップ。くノ一の少女を凌辱して自殺に追い込み、その少女を素体として生み出された人工魔族・沙耶を従えている。
その正体は、ノマドの敵対組織である龍門が秘密裏に回収していた朧のDNAを培養して誕生させたクローン。ほぼ瓜二つの容姿をしているがオリジナルよりも髪が少し短く、衣装や得物もオリジナルとは異なる。

## 関連作品

### OVA
『対魔忍アサギ2 淫謀の東京キングダム』を原作とするアダルトアニメ。アニメ制作はティーレックス。ダウンロード販売とビデオグラム媒体にて、2015年10月30日にリリースされた。2話同時収録で、DL版のみSD映像版とHD映像版の2種類が存在する選択仕様になっている。
劇中でのアサギとさくらの対魔忍スーツは原作通りだが、カガミによる描き下ろしのイメージ（パッケージ）イラストや特典タペストリーでは『ユキカゼ』までのもので描かれている。また、公式ウェブサイトの解説上では原作設定とは全く異なり劇中に反映されてもいない事実無根の記述がいくつか見られる。
サブタイトル
- <01>改造再び
- <02>淫謀の始まり

スタッフ
- 監督：雷火剣
- 脚本：うだたん
- キャラクターデザイン：鈴木貴人、釜江靖之
- 原作・シリーズ構成：笹山逸刀斎

### 小説
監修BLACK LiLiTH、著者：蝦沼ミナミ、絵：カガミによるノベライズ版。
- 『対魔忍アサギ2 淫謀の東京キングダム』ぷちぱら文庫73 、2012年10月30日発売、ISBN 978-4-89490-473-6

### アダルトビデオ
対魔忍アサギ 淫謀の東京キングダム
『アサギ2 淫謀の東京キングダム』を原作とするアダルトビデオで、2014年5月30日にリリス系列のZIZレーベルよりリリース。
下記のような相違点とは別に、公式ウェブサイトの解説上では原作設定とは全く異なり劇中に反映されてもいない事実無根の記述がいくつか見られる。
- キャスト
  - 井河アサギ/波多野結衣
  - 井河さくら/乙葉ななせ
  - 朧クローン/澤村レイコ：最初から外套を羽織っていない。
  - 沙耶/阿部乃みく：髪が黒髪になっている。

## 反響・評価
同作は、DLsiteの2006年の年間同人ゲームランキング（アドベンチャーゲーム部門）にて7位にランクインしたほか、2011年の同部門では完全版が27位にランクインした。
Media Clipのイ・ヤン提督は、本作の全体的な満足度は高いとしつつも、選択肢が2つしかない事実上の一本道AVGのような作品だったと述べ、Hシーンで特定の部位を責めるといったCG差分が生じる選択肢があってもよかったのではないかと話している。
また、イ・ヤン提督は物語はそれなりに楽しめるとした一方で、前作をプレイしていないと物語の後半の意味が分かりにくいだろうともしている。